# ANXA4
ANXA4 (англ. Annexin A4) – білок, який кодується однойменним геном, розташованим у людей на короткому плечі 2-ї хромосоми.  Довжина поліпептидного ланцюга білка становить 319 амінокислот, а молекулярна маса — 35 883.
| 10         |  | 20         |  | 30         |  | 40         |  | 50         |
| ---------- |  | ---------- |  | ---------- |  | ---------- |  | ---------- |
| MATKGGTVKA |  | ASGFNAMEDA |  | QTLRKAMKGL |  | GTDEDAIISV |  | LAYRNTAQRQ |
| EIRTAYKSTI |  | GRDLIDDLKS |  | ELSGNFEQVI |  | VGMMTPTVLY |  | DVQELRRAMK |
| GAGTDEGCLI |  | EILASRTPEE |  | IRRISQTYQQ |  | QYGRSLEDDI |  | RSDTSFMFQR |
| VLVSLSAGGR |  | DEGNYLDDAL |  | VRQDAQDLYE |  | AGEKKWGTDE |  | VKFLTVLCSR |
| NRNHLLHVFD |  | EYKRISQKDI |  | EQSIKSETSG |  | SFEDALLAIV |  | KCMRNKSAYF |
| AEKLYKSMKG |  | LGTDDNTLIR |  | VMVSRAEIDM |  | LDIRAHFKRL |  | YGKSLYSFIK |
| GDTSGDYRKV |  | LLVLCGGDD  |  |            |  |            |  |            |

A: Аланін

C: Цистеїн

D: Аспарагінова кислота

E: Глутамінова кислота

F: Фенілаланін

G: Гліцин

H: Гістидин

I: Ізолейцин

K: Лізин

L: Лейцин

M: Метіонін

N: Аспарагін

P: Пролін

Q: Глутамін

R: Аргінін

S: Серин

T: Треонін

V: Валін

W: Триптофан

Кодований геном білок за функцією належить до фосфопротеїнів. 
Задіяний у таких біологічних процесах як поліморфізм, ацетиляція, альтернативний сплайсинг. 
Білок має сайт для зв'язування з іоном кальцію, іонами кальцію та фосфоліпідами. 